# Corynotheca pungens
Corynotheca pungens är en grästrädsväxtart som beskrevs av Rodney John Francis Henderson. Corynotheca pungens ingår i släktet Corynotheca, och familjen grästrädsväxter. Inga underarter finns listade i Catalogue of Life.